# Corsairs
Pour les articles homonymes, voir Corsair.
Corsairs est un jeu vidéo de stratégie en temps réel et d'action-aventure développé et publié par Microïds en 1999. Le jeu se déroule au XVIIe siècle dans différentes parties du monde dont la mer des Caraïbes, la région de Madagascar ou les côtes de l’Australie. Le joueur incarne un corsaire au service de l'Angleterre ou de la France et tente d’accroitre sa renommée et sa richesse. Pour cela, il navigue sur une carte de la région, où sont représentés les îles et les ports, et doit accomplir les missions que lui confie son roi, développer ses comptoirs et sa flotte, faire du commerce et piller les navires ennemis. Lors des combats navals, le joueur peut choisir d'attaquer les navires adverses à coup de canons ou de les aborder. Le jeu bascule alors dans une phase de combat en temps réel où le joueur contrôle les différents membres de son équipage.
Le jeu bénéficie d'une extension, Corsairs Gold, publiée en 1999. Celle-ci introduit notamment deux nouvelles campagnes, qui mettent le joueur au service de l’Espagne et de la Hollande, ainsi qu'un mode aventure, qui laisse le joueur libre de mener sa carrière comme il l’entend.

## Trame
Corsairs se déroule au XVIIe siècle dans différentes parties du monde dont la mer des Caraïbes, la région de Madagascar ou les côtes de l’Australie. 

## Système de jeu
Corsairs combine des éléments de jeu d'action-aventure et de jeu de stratégie en temps réel. Le joueur incarne un corsaire et a pour objectif d’accroitre sa renommée et sa richesse. Le jeu propose deux campagnes qui lui permettent de se mettre au service de l'Angleterre ou de la France. D’autres nations, comme l’Espagne ou la Hollande, sont présentes dans le jeu mais ne bénéficient pas d’une campagne dédiée. Les campagnes sont constituées de nombreuses missions au cours desquelles le joueur peut se voir proposé des quêtes annexes qui peuvent consister à la prise d’un comptoir ennemi, à éliminer des pirates, à escorter des navires marchands ou à retrouver un trésor caché. La réalisation de ces missions ne suit pas d’ordre préétablis et le joueur est libre de vaquer à d’autres occupations avant d’accomplir une mission. Ce choix peut cependant influer sur l’objectif de la mission, voir la faire disparaitre.
Le joueur débute chaque campagne avec un seul navire. Un tutoriel lui permet alors d’apprendre à le manœuvrer en prenant notamment en compte le vent,. Chaque navire est caractérisé par différents paramètres dont son équipage, son nombre de canons, sa vitesse et sa résistance. Les batailles navales offres deux options : tirer au canon sur les navires ennemis ou les aborder. Dans le second cas, le jeu bascule dans une séquence de stratégie en temps réel dans la lignée de Warcraft, lors de laquelle le joueur contrôle les membres de son équipage. À l’issue du combat, le vainqueur récupère les deux navires, leurs cargaisons et les éventuels rescapés. Le joueur peut ensuite revendre les navires ainsi obtenus, ou les intégrer à sa flotte. Pour accomplir les missions qui lui sont confiées, le joueur navigue sur une carte de la région où sont représentés les îles et leurs ports. Ces derniers peuvent être de trois types : comptoirs, principautés ou repaire de pirates. Les premiers sont des bases appartenant à un pays et défendus par des forteresses qui tirent au canon sur les navires ennemis qui s’en approche. Les comptoirs alliés permettent au joueur d'entretenir les navires, de réorganiser leurs équipages et de faire du commerce. Il peut de plus y construire différents types de bâtiments comme un phare, un fort ou une cale sèche, qui permet de construire de nouveaux navires. Les principautés sont des cités indépendantes dans lesquelles toutes les nations peuvent faire du commerce. Les repaires de pirates peuvent être attaqués pour récupérer un trésor et une nouvelle base. Pour développer sa flotte, le joueur doit s'enrichir grâce au commerce ou en pillant des navires ennemis. Lors des abordages, le jeu passe dans une phase de combat en temps réel où le joueur contrôle les différents membres de son équipage,. 

## Extension
Le jeu bénéficie d'une version amélioré, Corsairs Gold, publiée en 1999. Celle-ci est disponible en deux versions : une première sous forme d’extension, pour les joueurs qui possèdent le jeu original, et une seconde sous forme de stand-alone pour les autres. Elle inclut deux nouvelles campagnes qui mettent le joueur au service de l’Espagne et de la Hollande. Elle ajoute également un nouveau mode de jeu, le mode aventure, qui laisse le joueur libre de mener sa carrière comme il l’entend. Sa nationalité dépend alors de la carte choisie, parmi les cinq proposées. L’extension apporte enfin quelques améliorations des graphismes et de l’interface graphique, ainsi que de nouveaux environnement de bataille pour les abordages.  

## Accueil
| Corsairs              |      |       |
| Média                 | Pays | Notes |
| Computer Gaming World | US   | 2/5   |
| Cyber Stratège        | FR   | 4/5   |
| GameSpot              | US   | 59 %  |
| Gen4                  | FR   | 4/6   |
| Jeuxvideo.com         | FR   | 17/20 |
| Joystick              | FR   | 73 %  |

À sa sortie, Corsairs fait l’objet d’une critique très négative du journaliste Tom Price dans le magazine Computer Gaming World qui estime qu’il n’est pas le digne successeur de Pirates! auquel on pouvait s’attendre. Il juge en effet que s’il bénéficie de « graphismes très agréables » et d’un « concept prometteur », il est desservi par le « manque de profondeur » de son gameplay, par son intelligence artificielle déficiente et par son interface « poussive » et « frustrante ». Il ajoute que ses phases de combats sont trop simples et particulièrement ratées, avant de conclure qu’il aurait pu être un grand jeu mais que ses trop nombreuses lacunes en font finalement un jeu très décevant. Dans le magazine Gen4, le journaliste Frédéric Dufresne est beaucoup plus enthousiaste et estime au contraire qu’il est « le digne successeur de Pirates! ». Sur le plan technique, il note d’abord qu’il ressemble visuellement à son prédécesseur, avec néanmoins des graphismes plus détaillés qui se révèlent agréables et clairs. S’il déplore ses « animations sommaires », il salue son environnement sonore « excellent » et ses musiques « magnifiques » et juge que son interface est « un modèle du genre » et que son intelligence artificielle et son pathfinding sont « à la hauteur ». Concernant son gameplay, il salue « un jeu riche », qui donne réellement la sensation de partir à l’aventure grâce à son approche historique précise, à ses cartes immenses et à ses missions secondaires variées. Il regrette en revanche que son système de combat n’offre pas plus de possibilité tactique, que son système de navigation ne soit pas plus poussé et que certaines missions deviennent irréalisables car leur objectif disparaît. En conclusion, il juge qu’il s’agit d’un « excellent jeu », qui offre une sensation de liberté et d’aventure et dont l’intérêt réside dans sa richesse plus que dans sa réalisation. La critique du journaliste de Joystick est plus mitigé. S’il salue sa réalisation avec ses graphismes « mignons et réalistes », son interface « facile à prendre en main » et son intelligence artificielle réussie, il déplore en effet le manque de profondeur de son système de jeu. Il regrette notamment son système de combat « minimaliste », ses navires qui se pilotent automatiquement et ses campagnes trop dirigistes avant de conclure qu’en se focalisant sur l’aspect stratégique plutôt que sur le charme et l’ambiance de diriger une bande de pirate, il ne parvient pas à donner la sensation de liberté inhérente à la piraterie. 